# Scottie Barnes

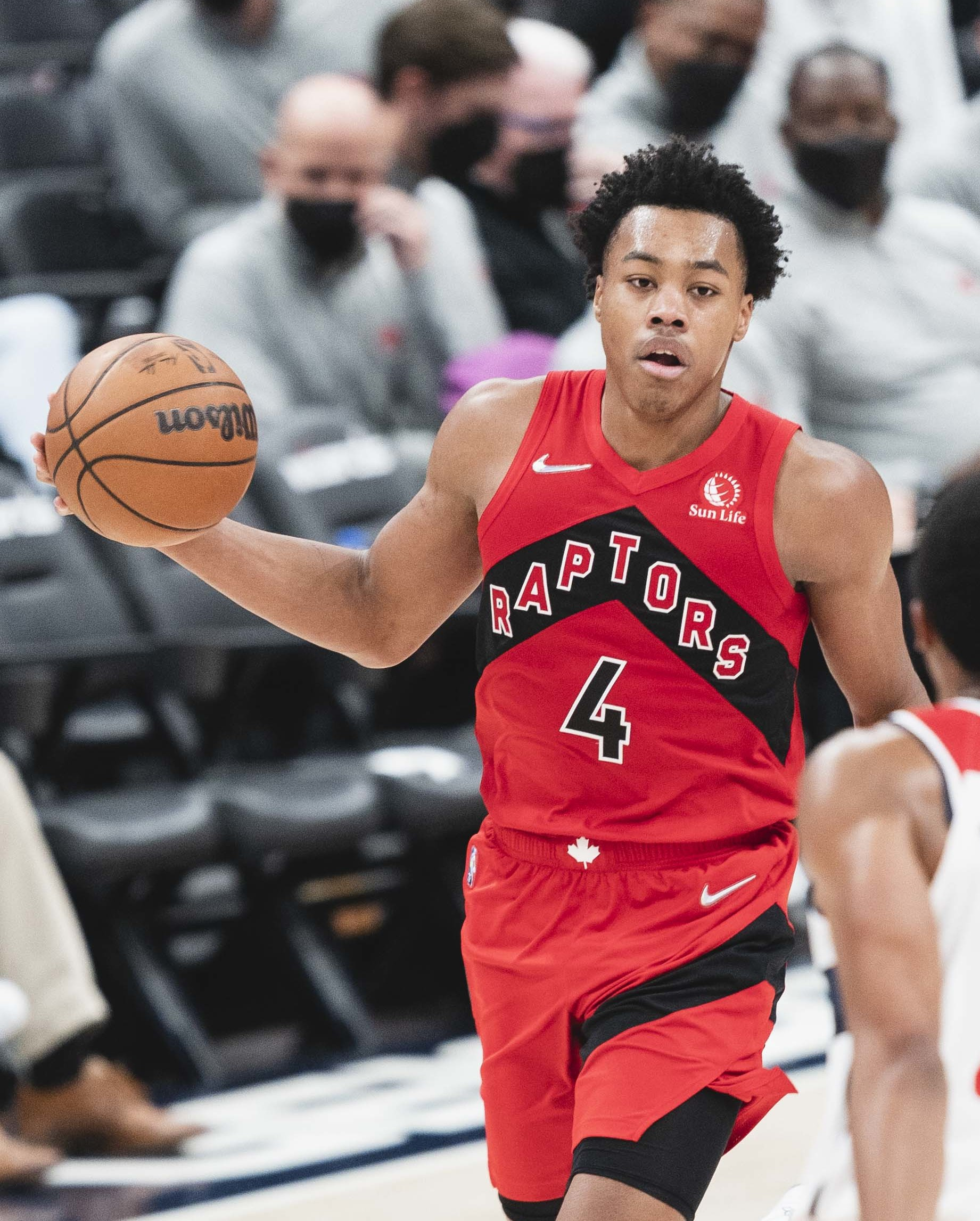
Scottie Barnes, 2021.

Scott Wayne Barnes Jr., född 1 augusti 2001 i West Palm Beach i Florida, är en amerikansk professionell basketspelare (SG/PF) som spelar för Toronto Raptors i National Basketball Association (NBA).
Han vann NBA Rookie of the Year Award för säsongen 2022–2023.
Barnes draftades av Toronto Raptors i första rundan i 2021 års draft som fjärde spelare totalt.
Innan han blev proffs studerade Barnes vid Florida State University och spelade för deras idrottsförening Florida State Seminoles.